# 莱宗河畔伊夫
莱宗河畔伊夫（法語：Ifs-sur-Laizon，法語發音：[if syʁ lɛzɔ̃]）是法国卡尔瓦多斯省的一个旧市镇，属于卡昂区。1846年，莱宗河畔伊夫与市镇莱宗河畔孔代（Condé-sur-Laizon）合并为孔代叙里夫。

## 地理
莱宗河畔伊夫（49°2'3"N, 0°7'20"E）面积，位于法国诺曼底大区卡爾瓦多斯省，该省份为法国西北部沿海省份，北濒大西洋英吉利海峡，东北与滨海塞纳省以海上边界相接，东临厄尔省，南至奧恩省，西与芒什省接壤。
瓦勒达里的时区为UTC+01:00、UTC+02:00（夏令时）。

## 行政
瓦勒达里的邮政编码为14270。

## 人口
莱宗河畔伊夫于1836年时的人口数量为168人。